# ベン・ブラッドリー
ベン・ブラッドリー(Ben Bradlee、1921年8月26日 - 2014年10月21日)はアメリカ合衆国の新聞記者。ワシントン・ポスト紙編集主幹。ボストン出身。
映画『大統領の陰謀』ではジェイソン・ロバーズが、『ペンタゴン・ペーパーズ/最高機密文書』ではトム・ハンクスが、『フロントランナー』ではアルフレッド・モリーナが、それぞれベン・ブラッドリーを演じた。

## 日本語訳
- 『ベン・ブラッドリー自伝　『ワシントン・ポスト』を率いた編集主幹』

根津朝彦・阿部康人・石田さやか・繁沢敦子・水野剛也訳、法政大学出版局、2025年。ISBN 978-4588616013